# Тактика бігу на довгу дистанцію
«Тактика бігу на довгу дистанцію» — радянський художній фільм 1978 року, знятий на кіностудії «Мосфільм».

## Сюжет
Про подвиг лікаря Івана Русака, одного з кращих бігунів країни, який під час Другої світової війни, використовуючи тактику бігу на довгу дистанцію, відвів фашистське угруповання від партизанського табору.

## У ролях
- Георгій Корольчук — Іван Русак
- Віктор Зозулін — Сергій Ярцев
- Еммануїл Віторган — німецький офіцер
- Лариса Удовиченко — Віра Ярцева
- Володимир Носик — Михайло Адамчик, партизан
- Галина Комарова — Марійка, медсестра-партизанка
- Олександр Пятков — Матвій, партизан
- Віктор Шульгін — Петрович, партизан
- Анатолій Голик — партизан, поранений в голову
- Євген Зосімов — літній партизан в шоломі льотчика
- Євген Казаков — партизан
- Ігор Кан — німець
- Петро Кононихін — партизан
- Володимир Козелков — епізод
- Віталій Кисельов — німець
- Олександр Лук'янов — Степан, партизан
- Григорій Маліков — епізод
- Микола Маліков — партизан поранений в голову
- Віктор Маркін — поранений з милицею
- Едуард Озерянський — епізод
- Володимир Ткалич — епізод
- Василь Устюжанін — епізод
- Анатолій Чеботарьов — епізод
- Микола Сімкін — епізод

## Знімальна група
- Режисери — Євген Васильєв, Рудольф Фрунтов
- Сценарист — Герман Клімов
- Оператори — Євген Васильєв, Костянтин Супоницький
- Композитор — Михайло Зів
- Художник — Ірина Лукашевич